# J. Comyns Carr
Joseph William Comyns Carr (1er mars 1849 - 12 décembre 1916) est un critique d'art britannique, directeur de galerie, auteur, poète, auteur dramatique et directeur de théâtre. 
Au début de sa carrière de critique d'art, Carr était un ardent défenseur de l'art préraphaélite et un critique vocal de l'établissement artistique "à vision courte". En 1877, il devint directeur de la galerie Grosvenor et fit la promotion des peintres préraphaélites et d'autres exposants importants, tels que James McNeill Whistler, Dante Gabriel Rossetti et Edward Burne-Jones. Dix ans plus tard, il fonde la New Gallery.  
Carr a également écrit des essais, des livres, des pièces de théâtre, des livrets, des adaptations en anglais d'œuvres étrangères et des adaptations de scènes de romans de Dickens et de contes classiques comme King Arthur et Faust.  

## Vie et carrière
J. Comyns Carr est née à Marylebone, dans le Middlesex, en Angleterre, septième de dix enfants. Ses parents étaient Jonathan Carr, un drapier en laine, et son épouse irlandaise, Catherine Grace Comyns. Kate Comyns Carr, sa sœur, est devenue portraitiste; son frère Jonathan Carr a développé le premier jardin au monde, Bedford Park. Comyns Carr a étudié à la Bruce Castle School, à Tottenham, dans le Middlesex, de 1862 à 1865. Il étudia le droit à l'Université de Londres et obtint son diplôme en 1869, commençant à exercer au barreau de l'Inner Temple, à Londres. Bientôt, il abandonne le droit pour une carrière en journalisme et devient critique d'art dramatique pour le groupe Echo. 
En 1873, à Dresde, Carr épouse l'auteur Alice Laura Vansittart née Strettell (1850-1927), romancière et conceptrice. Alice a conçu le costume audacieux que Ellen Terry portait en tant que Lady Macbeth et dans lequel John Singer Sargent l'a peinte en 1889. Sargent a également peint Mme Comyns Carr en 1889 et plusieurs portraits de sa sœur, Alma, illustrant les chansons populaires espagnoles et italiennes d' Alma en 1897. Carr et sa femme ont eu trois enfants: Philip, Dorothy et Arthur ( avocat et député libéral ). Carr était membre du Arts Club et du Garrick Club. Il a publié deux mémoires: Des Victoriens éminents (1908) et Coastal Bohemia (1914). 
Carr meurt d'un cancer à l'âge de 67 ans chez lui, à South Kensington, à Londres. Il a été enterré dans le cimetière de Highgate . 

### Carrière d'artiste
En 1873, Carr devient critique d'art pour la Pall Mall Gazette . La même année, dans The Globe, il écrit une série d’articles sur les artistes contemporains. Dante Gabriel Rossetti en  prend connaissance et se lie d'amitié avec lui. Carr était un critique sévère de l'establishment artistique, décriant ce qu'il considérait comme une vision à court terme. En 1875, il est engagé par le très influent journal français L'Art en tant qu'éditeur anglais. En 1881–1883, il fonde et édite Art and Letters . Premier éditeur de 1883 à 1886 de The English Illustrated Magazine . Il a également écrit pour un certain nombre de revues, y compris Art Journal, Saturday Review, The Examiner, The World et Manchester Guardian . Carr a écrit des livres et des articles sur l'art qui défend l'école d'art préraphaélite, ainsi que des œuvres monographiques d'artistes tels qu'Edward Burne-Jones, Frederick Walker et Sir Hubert von Herkomer . 
Carr et Charles Hallé ont été nommés codirecteurs de la Grosvenor Gallery en 1877 par Sir Coutts Lindsay. La galerie promeut les peintres préraphaélites et expose des œuvres provocantes. James McNeill Whistler, Rossetti et Burne-Jones exposent fréquemment à la Grosvenor Gallery. En 1887, Carr et Hallé démissionnent de cette galerie (fermée en 1890) après une dispute avec Lindsay. Ils fondent rapidement la New Gallery, récupérant Burne-Jones et la plupart des autres artistes importants de la Grosvenor Gallery. Carr en demeura codirecteur jusqu'en 1908. Il a également écrit l'introduction à la section britannique de l'Exposition internationale des beaux-arts de Rome en 1911 et a ensuite été choisi comme représentant anglais du Art Congress.

### Carrière au théâtre
Carr est également l'auteur d'œuvres dramatiques, il commence au début des années 1880 avec plusieurs comédies légères pour German Reed Entertainments à St George's Hall. Il a également écrit de nombreuses pièces de théâtre et adapté plusieurs pièces françaises, telles que Frou-Frou, produite au Princess's Theatre, Londres (1881); une adaptation sur scène de Far From the Madding Crowd, co-auteur de Thomas Hardy (1881); Hugh Conway 's Called Back (1884), qui remporta un vif succès pour Herbert Beerbohm Tree ; Jours sombres ; Garçons ensemble ; Aux jours du duc ; Un hameau au coin du feu ; La paire unie ; The Naturalist (1887, une opérette avec une musique de Charles King Hall ); Le moine ; et le pardon . Au théâtre Haymarket de 1887 à 1893, Carr fut le conseiller littéraire et le partenaire de Tree. 

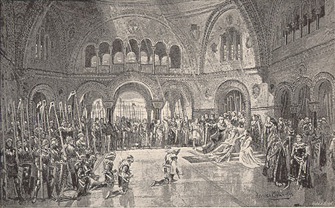
Scène du roi Arthur

Carr loua le Comedy Theatre de 1893 à 1896  Au même moment, son roi Arthur (1895), une pièce en vers blanc inspirée des écrits de Thomas Malory et Alfred Tennyson, ainsi que des images des préraphaélites, fut produite par Henry Irving au Lyceum Theatre. Il mettait en vedette Irving et Ellen Terry, avec une musique composée par Arthur Sullivan et des décors, costumes et œuvres d'art conçus par l'ami de Carr, Edward Burne-Jones. Cette production spectaculaire a été un succès pour Irving et a été produite plus de 100 fois, en tournée également en Amérique du Nord. Une autre pièce de théâtre de cette année est Delia Harding, une adaptation d’une pièce de Victorien Sardou au Théâtre de la comédie . Toujours pour la compagnie Irving, il produit en 1897 une version anglaise de Madame Sans-Gêne de Sardou et d'Émile Moreau en 1897, qui joue des deux côtés de l'Atlantique. Carr a également dramatisé Strange Case of Dr Jekyll and Mr Hyde en 1910 avec HB Irving au Queen's Theatre. 
Carr collabore avec Arthur Wing Pinero et Arthur Sullivan dans The Beauty Stone, un opéra présenté comme un "drame musical romantique" au Savoy Theatre en 1898. Le thème de Faustian n’était pas ce à quoi le public savoyard était habitué, et l’œuvre n’a jamais trouvé son public. L'adaptation de Oliver Twist par Carr a été produite par Herbert Beerbohm Tree au His Majesty's Theatre, à Londres (1905). Il a également été produit à Broadway en 1905 et 1912  De 1899 à 1904, après le transfert du contrôle du Lyceum par Irving, Carr dirigea le théâtre.
Tristram and Iseult (1906) de Carr, un drame pseudo-médiéval, a été produit au théâtre Adelphi avec Matheson Lang, Lily Brayton et Oscar Asche. Une adaptation de The Mystery of Edwin Drood (1907) de Dickens a été produite par Tree in Cardiff. La théorie de Carr sur la pièce était que Jasper, sous l'influence de l'opium, tentait d'agir sur ses pulsions meurtrières, mais Drood, qui entendit les délires de son oncle, réussit à s'échapper. Cela a été suivi d'une adaptation de Faust de Goethe pour Tree en 1908, en collaboration avec Stephen Phillips.
À la Royal Opera House en 1913-1914, Carr était conseiller artistique. Fan de Richard Wagner, Carr fut responsable de la première représentation anglaise du Parsifal de Wagner en 1914 à Covent Garden.

## Livres

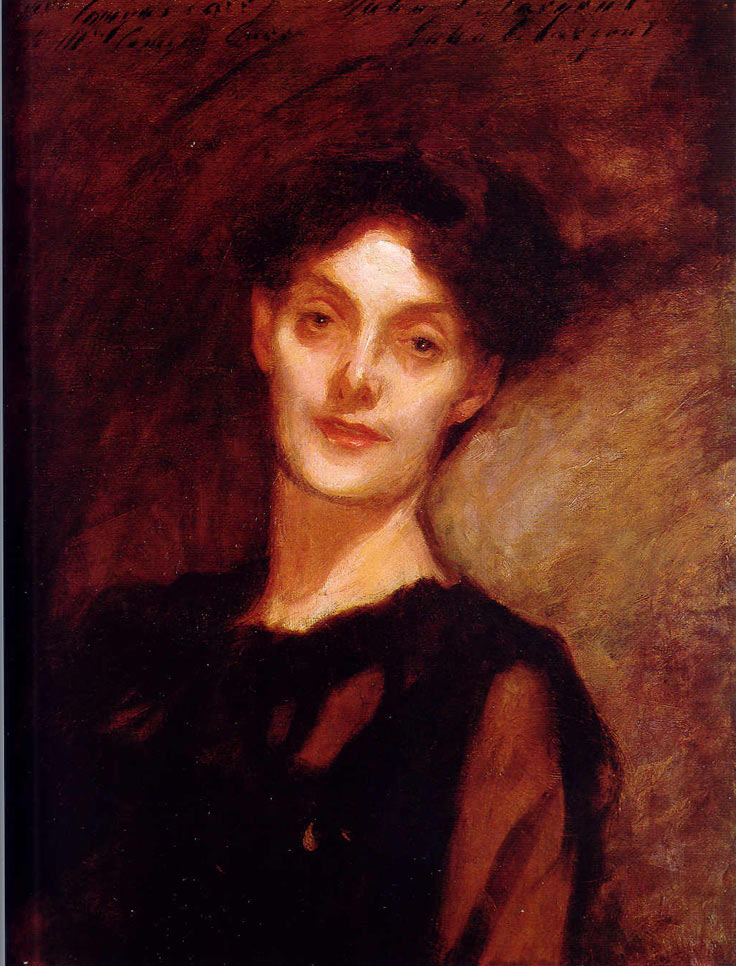
Mme. JW Comyns Carr, John Singer Sargent, v. 1889

- Dessins des vieux maîtres, 1877
- L'église abbatiale de St Albans , 1877
- Exemples d'art contemporain, 1878
- Essais sur l'art , 1879 [12]
- Hubert Herkomer, 1882
- L'art en France, 1883
- Frederick Walker: Un essai, 1885
- Papiers sur l'art , 1885
- Exposition des oeuvres de Sir Edward Burne-Jones  1898
- Quelques éminents victoriens; Souvenirs personnels dans le monde de l'art et des lettres , 1908
- La côte de la Bohême, 1914
- Les idéaux de la peinture, 1917 (publié à titre posthume).